# Pikmin (Computerspiel)
Pikmin (jap. ピクミン Pikumin) ist ein Computerspiel aus der gleichnamigen Spieleserie Pikmin des japanischen Herstellers Nintendo. Das Spiel erschien 2001/2002 zuerst für die Spielkonsole Nintendo GameCube, 2008/2009 als Umsetzungen im Zuge der New-Play-Control!-Reihe für die Spielkonsole Wii und 2023 mit dem Nachfolger Pikmin 2 als Remake für die Nintendo Switch.

## Handlung
Der Raumfahrer Captain Olimar (jap. オリマー Orimā) ist im Urlaub unterwegs, als sein Raumschiff mit einem Meteoriten kollidiert. Olimar muss auf einem unbekannten Planeten notlanden und verliert beim Eintritt in die Atmosphäre 30 Teile seines Raumschiffs, die über ein großes Gebiet mit mehreren Arealen verstreut werden. Die Atmosphäre des Planeten enthält die für Olimar giftige Substanz Sauerstoff (jap. 酸素 Sanso; in der deutschen Spielfassung als „Oxygen“ bezeichnet), und das Lebenserhaltungssystem seines Raumanzugs hat nur noch Energie für 30 Tage. Aufgrund seiner geringen Größe von ungefähr 4 cm steht Olimar scheinbar gigantischen Hindernissen wie Pappkartons, Blumen und Käfern gegenüber. Um alle wichtigen Raumschiffteile zu finden und zum Raumschiff zu transportieren, bedarf es der Hilfe der Pikmin (jap. ピクミン Pikumin). Die Pikmin (benannt nach Olimars Lieblingsessen, der Pikpik-Karotte) sind ungefähr 3 cm kleine Wesen, die wie Karotten aus der Erde wachsen. Sobald Olimar ein Pikmin aus der Erde zieht, folgt es ihm auf Schritt und Tritt und befolgt seine Anweisungen.

## Spielprinzip
Der Spieler steuert die Spielfigur Captain Olimar durch eine dreidimensionale Umgebung. Er kann die Pikmin aus der Erde ziehen und diese mit verschiedenen Aufgaben betreuen, indem er sie an eine gewünschte Stelle wirft oder mit einem einfachen Kommando dorthin dirigiert. So können Pikmin Hindernisse aus dem Weg räumen, Brücken ausbauen, Gegner bekämpfen und gefundene Raumschiffteile zum Landeplatz tragen. Manche Raumschiffteile sind essenziell, um neue Spielareale erschließen zu können. Jede Aufgabe erfordert den Einsatz einer bestimmten Mindestanzahl von Pikmin: große Gegner lassen sich durch eine große Anzahl von Pikmin schneller und leichter besiegen, während die verschiedenen Objekte jeweils eine unterschiedliche Anzahl brauchen, um von den Pikmin getragen werden zu können. Zusätzliche Pikmin erhält man, wenn man die Pikmin die Kadaver besiegter Gegner oder Blütennarben zur Zwiebel bringen lässt. An einigen wenigen Stellen kann man auch Pikmin durch einen Wurf in eine rote, blaue, gelbe, schwarze oder pinken Blume zu der entsprechenden Farbe umpolen. Bei allem gilt, dass sich nie mehr als 100 Pikmin zeitgleich im Spielfeld befinden können. Nach Ablauf eines Tages müssen die Pikmin in ihre fliegenden Behausungen, die so genannten Zwiebel, zurückgebracht werden, um nicht den nachtaktiven Kreaturen zum Opfer zu fallen.
Es gibt fünf unterschiedliche Pikmin-Arten mit unterschiedlichen Eigenschaften:
- Rote Pikmin sind die stärksten Kämpfer und resistent gegen Feuer.
- Blaue Pikmin können durch Wasser laufen, ohne zu ertrinken.
- Gelbe Pikmin können Steinbomben aufheben und zünden; außerdem lassen sie sich höher werfen und können Elektrisch geladene Gegner umbringen.
- Stein Pikmin können Steine zerschlagen und somit die Wege frei machen.
- Flügel Pikmin sind vor allem für den Lufttransport von Captain Olimar in bestimmten Levels notwendig.

Pikmin unterscheiden sich nochmals dadurch, ob sie ein Blatt, eine Knospe oder eine Blüte über dem Kopf tragen. Je höher der Zustand in der genannten Reihenfolge, desto stärker und schneller sind die Pikmin. Außerdem erhöht sich die Chance, dass ein gefallenes Blüten-Pikmin einen neuen Keimling hinterlässt. Einen möglichst hohen Blüten-Zustand erhält man dadurch, dass man die Pikmin-Keimlinge eine längere Zeit im Boden eingegraben lässt oder die Pikmin zu Nektartropfen lotst, deren Verzehr den Pikmin sofort eine Blüte sprießen lässt.
Unabhängig vom Hauptspiel gibt es einen sogenannten Challenge-Modus (dt.: Herausforderungsmodus). Die Herausforderung besteht hier darin, möglichst viele Pikmin innerhalb eines Tages zu züchten. Als Spielareale stehen jene des Hauptspiels zur Verfügung, weisen aber zusätzliche Objekte und Gegner auf.

## Entwicklung
Produziert wurde das Spiel von Shigeru Miyamoto, der die Inspiration für die Idee des Spiels von einer Ameisenkolonie in seinem Garten bezog. Technisches Vorbild war die Konzeptdemo Super Mario 128, welches 128 gleichzeitig auf einfache Weise interagierende und auf die Spielwelt reagierende Marios auf einer Spielfläche zeigte.

## New Play Control! Pikmin
Abgesehen von technischen Anpassungen (16:9-Breitbild und erstmals 60-Hz bzw. Progressive Scan auch in einer PAL-Version des Titels) ist es nun mit Hilfe der Pointer-Funktion der Wii Remote möglich, die Zielmarkierung frei über den Bildschirm bewegen zu können. Außerdem ist es in der Wii-Version nun erlaubt, zu einem beliebigen vergangenen Tag (respektive Spielstand) zurückzukehren, um etwa Fehler in der Planung oder zu hohe Pikmin-Verluste ungeschehen zu machen – mit Auswahl eines früheren Spielstandes kann man allerdings nicht mehr zu den nachträglichen Spielständen zurückkehren.
Eine Berücksichtigung der Verbesserungen des zweiten Teils ist in dieser Version in der Form vertreten, dass man die Pikmin-Farbe (und da nochmals den Blütenzustand) vor einem Wurf durchschalten kann, so dass sich die Pikmin entsprechend gruppieren. Weitere kleinere Handhabungsaufbesserungen, wie etwa die automatische Formationsveränderung der folgenden Pikmingruppe vor Engstellen, eine höhere Wurfgeschwindigkeit oder ein schnelleres Keimen der Pikmin im Boden, wurden allerdings nicht berücksichtigt. Unabhängig davon ist ferner eine kleine Veränderung in der Handhabung von gelben Pikmin zu verzeichnen, da einmal geworfene und dann zurückgerufene Pikmin, die eine Steinbombe tragen, diese nicht mehr, sofern kein Hindernis oder Gegner in der Nähe ist, automatisch fallen lassen.

## Kritiken
Das Spiel wurde für die Innovationen von Fachpresse und Spielerschaft gleichermaßen belohnt. (Leicht) kritisiert wurde besonders das Zeitlimit von 30 Spielzeiteinheiten, welches das freie Erkunden der Spielwelten einschränke.